# Station Kasina Wielka
Station Kasina Wielka is een spoorwegstation in de Poolse plaats Kasina Wielka.